# Rue Rennequin Sualem
La rue Rennequin Sualem est une artère du centre de la ville de Liège (Belgique)

## Situation et accès
Cette voie relie la rue Édouard Wacken à la rue Hemricourt.
Voies adjacentes
- Rue Édouard Wacken
- Rue Hemricourt

## Origine du nom
La rue rend hommage à Rennequin Sualem, né le 29 janvier 1645 à Jemeppe-sur-Meuse et mort le 29 juillet 1708  à Marly, maître-charpentier et mécanicien liégeois. Il fut le concepteur de la machine de Marly destinée à alimenter en eaux les jardins des châteaux de Marly et Versailles.
La rue Rennequin, dans le 17e arrondissement de Paris, lui rend aussi hommage.

## Description
Cette rue en légère déclivité mesure environ 157 m et applique un sens unique de circulation automobile de la rue Édouard Wacken vers la rue Hemricourt.

## Historique
La rue est l'une des plus anciennes du quartier. Jadis, elle s'appelait la « rue Derrière-Sainte-Véronique » faisant référence à l'église Sainte-Véronique toute proche et porte depuis 1857 sa dénomination actuelle.
La partie haute de la rue a été supprimée dans les années 1970 pour permettre la réalisation de la percée reliant l'autoroute A602 au boulevard d'Avroy.

## Bâtiments remarquables et lieux de mémoire
La rue compte encore six immeubles bâtis à la fin du XIXe siècle en pierre de taille et brique dans le style néo-classique. Ils se situent aux numéros 7, 9, 11 et 13 ainsi qu'aux 24 et 26 (maisons jumelles). L'immeuble situé au no 11 présente une façade blanchie ornée de moulures aux lignes courbes proches du style Art nouveau. Un carré de mosaïque au motif de fleurs stylisées est placé à l'allège d'une baie du premier étage de la maison sise au no 32.
- L'école maternelle et communale Sainte-Véronique se situe à l'angle de la rue Hemricourt.